# 세드릭 월리스
세드릭 월리스(영어: Cedric Wallis, 1896년 3월 7일 ~ 1982년 10월 20일)는 홍콩 전투 당시 본토 여단과 동부 여단의 지휘관을 지낸 영국군 장교이다.

## 초기 경력
월리스는 1896년 3월 7일 잉글랜드 노팅엄에서 아서 월리스의 아들로 태어났다. 1914년, 월리스는 왕립기마근위연대에 기병으로 입대했고, 이후 셔우드 포레스터스 연대에서 장교 임관을 받았다. 이후 월리스는 동부 랭커셔 연대와 함께 프랑스에서 복무했으며, 그곳에서 왼쪽 눈을 잃었다. 월리스는 이후 삶에서 왼쪽 눈에 검은 안대나 어두운 단안경을 착용했다. 1917년, 월리스는 영국령 인도 육군에 입대하여 이라크에서 복무했다. 제1차 세계 대전 말, 월리스는 모술의 최고 정치 장교가 된 후 남서부 페르시아, 그리고 남인도와 버마로 전속되었다.

## 제2차 세계 대전
제2차 세계 대전 초기에 월리스는 뭄바이에서 내부 보안군을 지휘했다. 1940년, 월리스는 영국령 홍콩으로 이동하여 준장으로 진급했고, 제7 라지푸트 연대 제5대대 지휘를 맡았다. 1941년 7월 크리스토퍼 몰트비 소장이 홍콩 주둔 영국군 사령관으로 부임하고 11월에 C 부대가 도착한 후, 홍콩 방어 계획은 재수립되었고 월리스는 제7 라지푸트 연대 제5대대, 로열 스코츠 연대 제2대대, 제14 펀자브 연대 제2대대로 구성된 "본토 여단"(일명 "가우룽 보병 여단") 지휘를 맡게 되었다. 캐나다 준장 존 K. 로슨은 "섬 여단" 지휘를 맡았다.

### 홍콩 전투
일본 제국은 1941년 12월 8일 홍콩을 침공했다. 일본군이 가우룽반도를 통해 진격하자 영국군은 12월 12일과 12월 13일 이른 아침에 홍콩 본토에서 홍콩섬으로 철수했다. 본토가 상실되면서 "본토 여단"은 무력화되었다. 방어 계획은 다시 수립되었다. 12월 13일, 월리스는 캐나다 왕립 소총병 연대, 제7 라지푸트 연대 제5대대, 미들섹스 연대 제1대대 B 및 D 중대, 홍콩 자원 방위군 제1, 2, 3중대로 구성된 "동부 여단" 지휘를 맡았고, 로슨은 "서부 여단"을 지휘했다.
12월 25일, 월리스와 동부 여단은 홍콩 스탠리에서 교전 중이었다. 01시, 몰트비는 월리스와 동부 여단에게 "최후까지 버티라"고 지시했다. 그날 낮에 상황이 유지 불가능하다고 판단되었고, 영국 수비대는 15시 30분에 항복했다. 항복 명령은 20시경 월리스에게 전달되었지만, 월리스는 01시 명령에 따라 서면 명령 없이는 항복을 거부했다. 서면 명령을 받은 후, 월리스와 동부 여단은 12월 26일 02시 30분에 전투를 중단했으며, 이는 전투에서 항복한 마지막 부대였다.

### 전쟁 포로
항복 후 월리스는 일본군에 붙잡혔다. 월리스는 이전에 리펄스 베이에서 정찰 중 부상을 입었고, 항복 후 보웬 로드 병원으로 보내져 피부 이식 수술을 받았다. 그는 4월 11일 퇴원하여 샴수이포 캠프에 수용되었다. 일주일 후, 월리스는 아가일 스트리트 캠프로 옮겨져 몰트비와 랜시 뉴넘 대령과 방을 함께 사용했다. 수감 기간 동안 월리스는 직접 만든 나무 상자의 이중 바닥에 숨겨둔 자신의 전쟁 일지를 비밀리에 작성했다.
1943년 8월 4일, 월리스와 몰트비는 다른 19명의 포로들과 함께 영국군 지원단을 도운 혐의로 일본군에게 고발되었다. 그들은 일본의 대만 점령 당시 다이난주의 시라카와 캠프로 이송되어 8월 9일 도착했다. 1944년 10월, 그들은 일본으로 이송되어 벳푸시로 이동한 후 11월에 남부 일제강점기으로 선박으로 이송되었다. 그곳에서 그들은 만주로 운송되어 정자툰 가도 마을에 수용되었다. 1945년 5월 20일, 그들은 무크덴 캠프로 옮겨져 공장에서 일했다. 1945년 8월 일본의 항복 후, 월리스는 만주에서 마닐라로 이동했다. 그는 비행기로 귀국하는 것을 거부하고 대신 인도에 가서 자신의 부대인 제7 라지푸트 연대의 생존자들을 만나겠다고 주장했다. 그는 잉글랜드로 돌아가기 전에 러크나우에서 그들을 방문할 수 있었다.

## 말년
잉글랜드로 돌아온 후, 월리스는 표창을 받았다. 월리스는 자신의 전쟁 일지를 영국 전쟁성에 제출했다. 이 전쟁 일지는 캐나다군에 대해 "매우 비판적"이었으며, 항복을 원했던 캐나다 장교들을 쏘는 것을 고려했던 사건을 포함하고 있었고, 이로 인해 월리스는 "홍콩 전투에서 가장 논란이 많은 군인"이라는 명성을 얻었다. 캐나다 육군의 제2차 세계 대전 공식 역사가인 찰스 페리 스테이시는 홍콩 전투에서 살아남은 캐나다인들이 몰트비와 월리스가 "방어 실패의 희생양을 찾는 과정에서 캐나다 대대들을 이 목적으로 삼았다"고 "거의 보편적으로 주장한다"고 말했다. 캐나다 역사가 그랜트 가노는 전투에서 캐나다 왕립 소총병 연대의 역사에서 월리스가 불필요한 반격을 명령하여 높은 사상률을 초래했다고 언급했다.
월리스는 나중에 밴쿠버로 이주했으며, 캐나다 시민권과 캐나다 연금을 얻기 위해 자신의 보고서에 대해 낮은 자세를 유지했다. 그는 처음에는 일자리를 찾는 데 어려움을 겪었지만, 나중에는 성공적인 사업가이자 비즈니스 컨설턴트가 되었고, 경영 배치 서비스의 관리자로 은퇴했다. 월리스는 1982년 10월 20일 밴쿠버 종합병원에서 죽상경화증으로 인한 뇌출혈로 사망했으며, 밴쿠버에서 화장되었다. 그는 두 번째 아내 잉에보르크의 고향인 독일 함부르크에 묻혔다.

## 가족
월리스는 1920년 세인트 조지스 하노버 스퀘어에서 안젤라 반 더 부버와 결혼했다. 그들은 딸 안젤라를 한 명 두었다. 월리스는 나중에 잉에보르크 주베와 결혼했으며, 그녀는 2010년에 사망하여 남편과 함께 고향인 함부르크에 묻혔다.

## Bibliography
- Banham, Tony (2009). 《We Shall Suffer There: Hong Kong's Defenders Imprisoned, 1942-45》. Hong Kong: Hong Kong University Press. ISBN 978-988-220-424-9. OCLC 650821754.
- Garneau, Grant (1980). 《The Royal Rifles of Canada in Hong Kong, 1941-1945》. Sawyerville, Quebec: Hong Kong Veterans' Association of Canada, Quebec-Maritimes Branch. ISBN 978-1-894439-05-3. OCLC 26852855.
- Kwong, Chi Man; Tsoi, Yiu Lun (2013).  孤獨前哨: 太平洋戰爭中的香港戰役 [Exposed Outpost: the Battle of Hong Kong in the Pacific War] (중국어). Hong Kong: Cosmos Books Ltd. ISBN 9789888254347.
- Lai, Benjamin (2014). 《Hong Kong, 1941-45: First Strike in the Pacific War》. Oxford: Osprey Publishing. ISBN 978-1-78200-270-3. OCLC 881397554.
- Lindsay, Oliver (2005). 《The Battle for Hong Kong 1941-1945: Hostage to Fortune》. Staplehurst: Spellmount. ISBN 978-1-86227-315-3. OCLC 60560990.
- Perras, Galen Roger (2011). 《Defeat Still Cries Aloud for Explanation: Explaining C Force's Dispatch to Hong Kong》 (PDF). 《Canadian Military Journal》 11. 37–47쪽. 2021년 5월 22일에 원본 문서 (PDF)에서 보존된 문서. 2021년 8월 19일에 확인함.